# 백남일 (정치인)
백남일(白南一)은 조선민주주의인민공화국의 정치인이다. 백남일은 1986년에 8번째 최고인민회의에, 1990년에 9번째 최고인민회의에, 1998년에 10번째로 시작된 최고인민회의에, 2003년에 시작된 11번째 최고인민회의에 참가했다.

## 같이 보기
- 조선민주주의인민공화국의 정치